# Герб Грайворону
Герб Грайворона затверджений 20 грудня 1996 року рішенням третьої сесії Грайворонської районної Ради.
Герб Грайворону є єдиним символом Грайворонського району та міста Грайворон. У разі розмежування органів самоврядування міста та району, герб залишається виключно символом м.Грайворон.

## Опис герба
Герб являє собою геральдичний щит французької форми (чотирикутний, загострений до низу). У золотому полі летить вправо чорний ворон з розпростертими крилами. У вільній частині - герб Бєлгородської області.
Дозволяється відтворення герба в одноколірному варіанті, а також без вільної частини з гербом області.

## Походження основного символу
На гербі міста Грайворона присутний чорно-сірий птах на жовтому тлі. Герб є промовистимим, тобто зображений на гербі «ворон», відповідає назві міста.

## Історія
23 березня 1838 року Грайворон отримує статус міста і стає повітовим містом новоутвореного Грайворонського повіту Курської губернії. В місто переводяться повітові ограни влади з Хотмижську, який раніше був центром скасованого Хотмижського повіту. 
Як повітове місто Грайворон серед інших міст 25 жовтня 1841 року отримує власний герб .  Це був щит, поділений навпіл по горизонталі. В верхній частині герба був розміщений герб губернського міста Курськ, нижній частині щиту на золотому полі зображено ворона, який летів вправо, крила його розташовані діагонально. Цей герб використовувався до припинення існування Російської імперії у 1917 році.
20 грудня 1996 року рішенням третьої сесії районної Ради було затверджено  герб міста Грайворон та Грайворонського району. Герб Грайворона майже збігається з гербом повітового міста Грайворон 1841 року. 